# Siergiej Uwicki
Siergiej Siergiejewicz Uwicki j. ros.  Сергей Увицкий (ur. 16 października 1981, zm. 1 lutego 2023) – rosyjski zawodnik karate, medalista mistrzostw Europy w Karate Kyokushin.

## Życiorys
Był wielokrotnym medalistą mistrzostw Rosji. W 2010 roku został złotym medalistą mistrzostw Europy w Karate Kyokushin Był także srebrnym medalistą otwartych mistrzostw Japonii. Po zakończeniu kariery zawodniczej piastował funkcję sekretarza generalnego Rosyjskiej Federacji Karate Kyokushin.
Jako ochotnik wstąpił do oddziału Rosyjskiego Związku Sztuk Walki (RSMA), którego członkowie w grudniu 2022 roku przeszli szkolenie w Czeczenii, w ośrodku Gudermes, a następnie 5 stycznia 2023 roku zostali wysłani na front w Donbasie. 31 stycznia 2023 roku biuro prasowe Rosyjskiej Federacji Karate Kyokushin poinformowało, że Siergiej Uwicki poległ w trakcie tzw. specjalnej operacji wojskowej na Ukrainie. W momencie śmierci miał 41 lat.
Był żonaty. Miał dwie córki. 